# Nordic Greens
Nordic Greens A/S er en dansk væksthusgartnerivirksomhed, der producerer tomater, agurker, peberfrugter og salat. Virksomhedens grøntsager sælges til danske butikker og findes under mærker som Katrine og Alfreds (i Coop Danmarks butikker) og Pedersens Udvalgte (i Salling Groups butikker). Gartneriet findes i Bellinge ved Odense. I 2023 var der 186 ansatte.
Virksomheden Alfred Pedersen blev grundlagt af Katrine og Alfred Pedersen i 1948. Det startede med to små drivhuse, hvor der blev dyrket snitblomster. Snart blev der bygget flere drivhuse, og snitblomsterne blev skiftet ud med agurker. I 1973 begyndte de at dyrke tomater. 
I 1996 blev virksomheden Alfred Pedersen & Søn etableret, den kendes siden 2022 som Nordic Greens Bellinge A/S. I 2006 købte Mads Ulrik Pedersen familievirksomheden Alfred Pedersen & Søn.